# Лас-Валерас
Лас-Валерас (ісп. Las Valeras) — муніципалітет в Іспанії, у складі автономної спільноти Кастилія-Ла-Манча, у провінції Куенка. Населення — 1671 особа (2010).
Муніципалітет розташований на відстані близько 150 км на південний схід від Мадрида, 34 км на південь від Куенки.
На території муніципалітету розташовані такі населені пункти: (дані про населення за 2010 рік)
- Валера-де-Абахо: 1568 осіб
- Валерія: 103 особи

## Демографія
Динаміка населення (INE ):

## Галерея зображень

Розташування муніципалітету у провінції Куенка